# Alejandro Silva (Fußballspieler)
Alejandro Silva, vollständiger Name Alejandro Daniel Silva González, (* 4. September 1989 in Montevideo) ist ein uruguayischer Fußballspieler.

## Karriere

### Verein
Der 1,78 Meter große Defensivakteur Silva stand seit der Clausura 2010 im Erstligakader von Fénix. Für die Montevideaner bestritt er bis einschließlich der Clausura 2012 37 Partien in der Primera División und erzielte dabei vier Tore. Auch kam er in zwei Begegnungen der Liguilla Pre-Libertadores 2009 und zweimal in der Copa Sudamericana zum Zuge. Anschließend wechselte er nach Paraguay und schloss sich Olimpia Asunción an. Dort wurde er in 45 Liga-Spielen (neun Tore) und 13 Partien (ein Tor) der Copa Libertadores sowie zwei Begegnungen der Copa Sudamericana 2012 (kein Tor) eingesetzt. Er wechselte Anfang Februar 2014 nach Argentinien zum von Guillermo Barros Schelotto trainierten CA Lanús. Dort unterschrieb er einen Vertrag bis Juni 2017. Die Argentinier erwarben 50 Prozent der Transferrechte von Olimpia. Die andere Hälfte der Rechte hält Fénix. Beim CA Lanús bestritt er 13 Ligaspiele (kein Tor), fünf Partien der Copa Libertadores 2014 sowie eine Begegnung der Copa Argentina. Zur Apertura 2014 wechselte er auf Leihbasis zu Peñarol Montevideo. Dort lief er – jeweils ohne persönlichen Torerfolg – in zwölf Erstligaspielen und sechs Begegnungen der Copa Sudamericana 2014 auf. Zum Jahresanfang 2015 kehrte er zu Lanús zurück und absolvierte acht Erstligaspiele (kein Tor) und eine Partie der Copa Argentina. Im Juli 2015 schloss er sich erneut Olimpia Asunción an. Dort trug er mit sechs Toren bei 19 Ligaeinsätzen zum Gewinn der Landesmeisterschaft des Jahres 2015 bei. Zudem lief er sechsmal in der Copa Sudamericana 2015 auf und erzielte einen Treffer. Im Jahr 2016 absolvierte er 19 Erstligapartien und schoss zwölf Tore. Einmal war er zudem bei fünf Einsätzen in der Copa Libertadores 2016 Torschütze. Spätestens seit August 2016 gehört er wieder dem CA Lanús an und lief dort bislang (Stand: 20. Februar 2017) in 19 Erstligapartien (zwei Tore), zwei Pokalspielen (kein Tor) und einer Partie (kein Tor) der Copa Sudamericana 2016 auf.

### Nationalmannschaft
Silva gehörte der Olympiamannschaft Uruguays bei den Olympischen Sommerspielen in London an, war dort allerdings nur als einer von vier Ersatzathleten vorgesehen. Seine einzige Partie für die Olympiaauswahl bestritt er nach Angaben der AUF im Vorfeld der Spiele am 24. April 2012 gegen die Auswahl Ägyptens.
Am 26. März 2013 debütierte er sodann in der A-Nationalmannschaft Uruguays, als er in der WM-Qualifikations-Partie gegen die chilenische Auswahl in der 46. Spielminute Matías Aguirregaray ersetzte. Sein zweiter Länderspieleinsatz datiert vom 11. Oktober 2013. An jenem Tag wurde er in der WM-Qualifikation im Spiel gegen Ecuador erneut eingewechselt.
Silva gehörte dem vorläufigen, 25 Spieler umfassenden Aufgebot für die Weltmeisterschaft 2014 in Brasilien an, wurde aber ebenso wie Sebastián Eguren letztlich für das Turnier nicht berücksichtigt.

### Erfolge
- Paraguayischer Meister: 2015 (Clausura)